# ایمیدازول-۴-اون-۵-پروپیونیک اسید
ایمیدازول-۴-اون-۵-پروپیونیک اسید (انگلیسی: Imidazol-4-one-5-propionic acid) یک ماده واسط در سوخت‌وساز هیستیدین است. این ماده، ترکیبی بی‌رنگ و حساس به نور است که یک حلقهٔ ایمیدازولون دارد و در اثر آنزیم یوروکاناز بر روی یوروکانیک اسید ایجاد می‌شود.